# خاير بك
الأمير خاير بك الجركسي أحد أمراء المماليك الجراكسة، وهو أول حاكم لمصر تحت السلطة العثمانية وآخر وال مملوكي في حلب.
ولد خاير بك لأب يدعى ملباي الجركسي من أصل أبخازي، وكانت بدايته عندما قدمه أبوه إلى السلطان الأشرف قايتباي فتدرج في المناصب الحربية حتى وصل إلى رتبة حاجب الحجاب في عهد السلطان قانصوه الغوري الذي عينه بعد ذلك نائبا له في حلب عام 1504م - 901 هجريا والتي ظل نائبا بها حتى عام 1516م - 922 هجرية.

## الفتح العثماني لمصر
وصلت أنباء إلى السلطان قانصوه الغوري بقيام السلطان سليم الأول بإعداد العدة لمهاجمة الدولة الصفوية ومحاربة السلطان إسماعيل الصفوي، فشعر قانصوه بالخطر لأنه كان يبادل سليم الأول العداء ويعرف أنه يود القضاء على الدولة المملوكية ليبسط نفوذه على مصر والشام، استعد قانصوه وحشد قواته لملاقاة العثمانيين وتوجه على رأس جيش كبير إلى حلب.
في هذه الأثناء كانت هناك محاولات من جانب سليم الأول لاستمالة خاير بك إلى جانبه بالإضافة إلى آخرين أمثال جان بردي الغزالي نائب حماة، فوعده سليم الأول بتوليته حكم مصر إذا عاونه على القضاء على السلطان الغوري، وافق خاير بك على العمل سرا لدى السلطان سليم الأول، فحاول أن يثنى قانصوه عن الخروج لمواجهة العثمانيين محاولا إقناعه بأنهم يريدون فقط الدولة الصفوية وليس هناك خطر على مصر ولكنه لم يستطع أثنائه، وقد عينه السلطان الغورى لقيادة ميسرة جيش المماليك.

## معركة مرج دابق
كان للأمير خاير بك دور مهما في مساعدة العثمانيين على غزو مصر وسقوط دولة المماليك فعندما قام السلطان الغوري بملاقاة العثمانيين في مرج دابق يوم الأحد 25 رجب 922 هـ / 24 أغسطس 1516م، أبدى المماليك شجاعة نادرة وكادوا ينهون المعركة حتى أن السلطان سليم الأول فكر في الأنسحاب[بحاجة لمصدر] لولا أن حدث خلل كبير في جيش المماليك، حيث انسحب خاير بك بقواته وتبعه بعض القواد الأخرى ن وأنضموا إلى جيش العثمانيين بعد أن أثاروا شائعة أن السلطان الغورى قد قتل مما تسبب في انكسار جيش المماليك، ووجد السلطان الغوري نفسه امام هذا الموقف وحاول أن يستحث جنوده وقواده على القتال والمثابرة ولكن كان العثمانيون قد أستغلوا ثغرات جيش المماليك فذهبت محاولاته أدراج الرياح وسقط صريعاً تحت سنابك الخيل ولم يعثر له على أثر بعد ذلك.
واستمر خاير بك في هذا الدور بعد معركة مرج دابق، فقد عمل على بث روح الهزيمة ونشر بذور الفتنة بين قواد المماليك، مما تسبب في السقوط المروع لدولة المماليك نهائياً بعد معركة الريدانية.

## حكمه لمصر
وكمكافأة له ولاه السلطان سليم الأول حكم مصر بعد أن ضمت إلى الدولة العثمانية، ولقد سخرت منه بعض المصادر وسمته «خائن بك». وقد حكم مصر لمدة خمس سنوات وثلاثة شهور، وكان عهده عهد قسوة وعنف وساءت أحوال البلاد.
وكان له موقف معارض مع جان بردي الغزالي والي دمشق عندما أعلن ثورته في عهد السلطان سليمان القانوني وحاول الاستقلال بالشام، ولكنه فشل بعد محاولته احتلال حلب في 14 ذي الحجة 926 / 25 نوفمبر 1520 م بسبب رفض خاير بيك والي مصر مسايرته، فهزمه العثمانيون وجزوا رأسه 927 هـ / 1521م.
وتوفى خاير بك في سنة 928 هجرية - 1521م.

## آثاره
ولخاير بك مجموعة من الآثار بمصر عبارة عن قصر ومسجد وضريح وقد تم بنائهم على عدة مراحل بدأت في العصر المملوكي واكتملت في العصر العثماني.
ويقع المسجد بشارع باب الوزير إلى جوار مسجد آق سنقر بالقاهرة، وقد أنشأه خاير بك في سنة 908 هجرية - 1503م، وتخطيط المسجد عبارة عن حيز مربع أمام المحراب على جانبيه إيوانان يفصلهما عنه عقدان وبنهاية الإيوان القبلى منهما بابان يؤدي أحدهما إلى القبة، والثاني إلى الغرفة الواقعة أسفل المنارة.